# عباس عبدی (داستان‌نویس)
عباس عبدی (زادهٔ ۱۳۳۱ – درگذشتهٔ ۱ آذر ۱۳۹۷) نویسنده ایرانی بود. از او مجموعه داستان‌های کوتاه با نام قلعه پرتغالی توسط نشر چشمه منتشر شده است. داستان‌های این کتاب عموماً در جزایر جنوبی ایران و از زبان مردی که دور از خانواده اش در آنجا کار می‌کند، روایت می‌شوند. از عباس عبدی همچنین چند داستان در ماهنامه هفت، فصلنامه ادبی خوانش، عصر پنج‌شنبه، فصلنامه زنده‌رود و… منتشر شده است. در سال ۱۳۸۸ دومین مجموعه داستان وی مشتمل بر ۱۴ اثر، با نام دریا خواهر است نیز توسط نشر چشمه انتشار یافت. در زمستان ۱۳۸۹ از مجموعهٔ رمان نوجوان امروز توسط انتشارات کانون پرورش فکری کودکان و نوجوانان رمان شناگر و همزمان با برگزاری نمایشگاه کتاب در اردیبهشت ۱۳۹۰ نیز سومین مجموعه داستان وی مشتمل بر ۱۳ اثر باید تو را پیدا کنم توسط نشر چشمه منتشر شد. همچنین مجموعه داستان پرنده‌های هلندی نوشته وی در سال ۱۳۹۶ توسط نشر چشمه منتشر و راهی بازار نشر شده است. پرنده‌های هلندی هم وضعیتی مشابه دیگر آثار این نویسنده دارد و تجربه‌های یک مرد را از جهان اطرافش و همچنین ماجراهایی که او را احاطه کرده‌اند، در بر می‌گیرد. عباس عبدی ساکن جزیرهٔ قشم بود و همچنین وبلاگ «راه آبی» را می‌نوشت. او در ۱ آذر ۱۳۹۷ درگذشت.